# Buddy Shuman 276 1970
Buddy Shuman 276 1970 var ett stockcarlopp ingående i  Nascar Grand National Series som kördes 11 september 1970 på den 0,363 mile (584.1918 m) långa ovalbanan Hickory Motor Speedway i Hickory, North Carolina. Totalt avverkades 100.188 miles (161.237 km) fördelat på 276 varv. Banunderlaget var asfalt. Loppet vanns av Bobby Isaac i en Dodge på tiden 1:21.47 körande för K&K Insurance Racing.  Isaacs snitthastighet uppgick till 73.365 mph. Prispotten uppgick till 10 800 dollar, varav 2 200 dollar gick till segraren. Loppet är uppkallat efter stockcarföraren Buddy Shuman som dog i en hotellbrand 13 november 1955.

## Resultat
| Plc     | Nr | Förare          | Team/ bilägare            | Konstruktör | Start | Varv | Ledda varv |
| ------- | -- | --------------- | ------------------------- | ----------- | ----- | ---- | ---------- |
| 1       | 71 | Bobby Isaac     | K&K Insurance Racing      | Dodge       | 1     | 276  | 262        |
| 2       | 43 | Richard Petty   | Petty Enterprises         | Plymouth    | 2     | 276  | 14         |
| 3       | 22 | Bobby Allison   | Bobby Allison Motorsports | Dodge       | 3     | 276  | 0          |
| 4       | 32 | Dick Brooks     | Brooks Racing             | Plymouth    | 7     | 273  | 0          |
| 5       | 48 | James Hylton    | Hylton Engineering        | Ford        | 6     | 273  | 0          |
| 6       | 27 | Donnie Allison  | Matthews Racing           | Ford        | 4     | 272  | 0          |
| 7       | 49 | G.C. Spencer    | GC Spencer Racing         | Plymouth    | 8     | 272  | 0          |
| 8       | 06 | Neil Castles    | Neil Castles              | Dodge       | 13    | 271  | 0          |
| 9       | 4  | John Sears      | John Sears                | Dodge       | 10    | 268  | 0          |
| 10      | 64 | Elmo Langley    | Langley-Woodfield Racing  | Ford        | 18    | 267  | 0          |
| 11      | 70 | J.D. McDuffie   | McDuffie Racing           | Mercury     | 14    | 267  | 0          |
| 12      | 10 | Bill Champion   | Champion Racing           | Ford        | 17    | 267  | 0          |
| 13      | 26 | Dave Marcis     | Brooks Racing             | Ford        | 12    | 240  | 0          |
| 14      | 93 | Morgan Shepherd | Bill Flowers              | Chevrolet   | 15    | 173  | 0          |
| 15      | 72 | Benny Parsons   | DeWitt Racing             | Ford        | 5     | 164  | 0          |
| 16      | 25 | Jabe Thomas     | Robertson Racing          | Plymouth    | 9     | 131  | 0          |
| 17      | 74 | Bill Shirey     | Bill Shirey               | Plymouth    | 16    | 93   | 0          |
| 18      | 45 | Bill Seifert    | Seifert Racing            | Ford        | 21    | 78   | 0          |
| 19      | 34 | Wendell Scott   | Scott Racing              | Ford        | 11    | 46   | 0          |
| 20      | 79 | Frank Warren    | Warren Racing             | Plymouth    | 19    | 36   | 0          |
| 21      | 57 | Johnny Halford  | Ervin Pruitt              | Dodge       | 22    | 29   | 0          |
| 22      | 24 | Henley Gray     | Gordon Racing             | Ford        | 20    | 24   | 0          |
| Källor: |    |                 |                           |             |       |      |            |